# SAS Protea (A 324)
Le SAS Protea (A 324) est un  bâtiment hydrographique de la Marine sud-africaine, de classe Hecla (Hecla-class survey vessel (en)) construite pour la Royal Navy. Cette cinquième unité a été mise en service le 23 mai 1972.

## Historique
Le Protea a été construit au Yarrow Shipbuilders de Glasgow en Écosse et est arrivé en Afrique du Sud le 14 juin 1972.
En 1978, le Protea a participé à un projet de recherche international sur le krill et est devenu le premier navire de la marine sud-africaine à franchir le cap Horn. Il a également agi à titre de surveillance pour les courses transatlantiques de 1976 et de 1979. En 1981, il a participé à l'opération Kerslig (en), une opération clandestine visant à attaquer des installations pétrolières à Luanda, en Angola.

## Mission
Le Protea est un navire spécialisé dans les levés hydrographiques, bien que son équipement ait été utilisé dans des opérations de recherche et sauvetage. Il est le seul navire de la marine sud-africaine à être peint en blanc, ce qui signifie qu’il n’est pas un navire de guerre. Sa coque est renforcée pour la navigation dans les glaces et il est équipé d’un propulseur d'étrave transversal, pour une maniabilité accrue dans le port.

### Note et référence
- (en) Cet article est partiellement ou en totalité issu de l’article de Wikipédia en anglais intitulé « SAS Protea » (voir la liste des auteurs).